# Sturm (roman)
Sturm är en kortroman från 1923 av den tyske författaren Ernst Jünger. Sturm utspelar sig under några dagar före den brittiska sommeoffensiven, som inleddes den 1 juli 1916. Författaren hade 1920 publicerat dagboken I stålstormen, i vilken hans upplevelser som soldat, underofficer och officer i tyska armén under första världskriget, från januari 1915 fram till augusti 1918, behandlas. Ernst Jünger själv upplevde emellertid inte inledningen av Sommeoffensiven, utan befann sig under sommaren 1916 vid det lugnare frontavsnittet vid Monchy, och hans regemente sattes in vid byn Guillemont den 23 augusti 1916, som i hans dagbok kallas "Sommeslagets brännpunkt". Jünger blir efter några dagar sårad av en kula i benet, och befann sig under återstoden av regementets insats på militärsjukhus i Tyskland.

## Utgivning
Boken kom ursprungligen ut som en följetong i tidningen Hannoverscher Kurier mellan den 11 och 27 april 1923, och publicerades först 1960 i bokform. Den svenska utgåvan utkom 2006 i översättning och med en efterskrift av Urban Lindström på Bokförlaget Augusti.

## Omdömen
Martin Lagerholm beskriver i Svenska Dagbladet Sturm "som en stilistiskt fullfjädrad 'seismograf' med den 'rena anden' i en värld präglad av moralisk bankrutt som övergripande mål för sitt suggestiva berättande. Vad fartyget var för Joseph Conrad, blev skyttegraven för Ernst Jünger, skulle man med litet god vilja kunna uttrycka det om man ville ge honom en mer självklar plats i 1900-talslitteraturens hävder."

## Översättningar
- Sturm, översättning till nederländska av Tinke Davids, De Arbeiderspers, Amsterdam 1984
- Lieutenant Sturm, översättning till franska av Philippe Giraudon, Éditions Viviane Hamy, Paris 1991
- Il tenente Sturm, översättning till italienska av Alessandra Iadicicco, Guanda, Milano 2001
- Sturm, översättning till svenska av Urban Lindström, Bokförlaget Augusti, Lund 2006
- El teniente Sturm, översättning till spanska av Carmen Gauger, Tusquets Editores, Barcelona 2014
- Sturm, översättning till engelska av Alexis P. Walker, Telos Press Publishing, New York 2015
- Sturm, översättning till ukrainska av Gleb Parfenov, Dipa, Kiev 2019